# Nieszpory sycylijskie
Nieszpory sycylijskie (wł. Vespri siciliani) – powszechne powstanie mieszkańców Sycylii, które wybuchło w Poniedziałek Wielkanocny 30 marca 1282 w Palermo przeciw feudalnym obowiązkom przeniesionym z Francji przez Andegawenów.
Andegawenowie objęli panowanie na Sycylii dzięki poparciu udzielonemu papieżowi Urbanowi IV w walce z jego wrogiem królem Sycylii Manfredem, nieślubnym synem cesarza Fryderyka II. W bitwie pod Benewentem (1266) Manfred zginął pokonany. Karol Andegaweński, człowiek bardzo ambitny, brat króla Francji Ludwika Świętego, pragnął stworzyć imperium śródziemnomorskie; Sycylia i południowe Włochy były początkiem jego marzeń. Był właścicielem posiadłości we Francji, Grecji i Palestynie.
W 1261 roku cesarz Nicei Michał VIII Paleolog odzyskał Konstantynopol. Wygnany łaciński cesarz Baldwin II de Courtenay uciekł, szukając pomocy na zachodzie. Dla Karola (od 1266 króla Sycylii i Neapolu) był to doskonały pretekst do wyprawy na Konstantynopol przeciw „schizmatyckim” Grekom. Wyprawa, mimo poparcia biskupa Rzymu, była wielokrotnie odkładana. Miała ruszyć wiosną 1282 i zdobyć Konstantynopol. Nie doszła jednak do skutku z powodu małego z początku powstania na Sycylii, zignorowanego przez Karola. Rzeź Francuzów w nieszpory 30 marca 1282 w Palermo była początkiem końca Karola. Drakońskie rządy francuskich feudałów spowodowały bunt, który rozpoczął się 30 marca 1282 od znieważenia na ulicy sycylijskiej mężatki przez dwóch francuskich żołnierzy, którzy po tym incydencie zostali zabici przez tłum. Wezwaniem do powstania były dzwony bijące na nieszpory. Sycylijczycy napadali i mordowali Francuzów. W czasie buntu zginęło kilka tysięcy Francuzów.
W sierpniu na wyspie wylądowali Aragończycy, będący w tajnym przymierzu z Bizancjum. Powstanie wybuchło dzięki bizantyńskiej dyplomacji. Aragończycy stali się nowymi panami wyspy, a Karol bardziej musiał się martwić o posiadłości we Włoszech, niż myśleć o krucjacie na Bizancjum. Po usunięciu Karola I Andegaweńskiego na tron został wyniesiony król Aragonii Piotr III Aragoński, który wylądował na wyspie i koronował się 30 sierpnia 1282.